# Poduri
Poduri là một xã thuộc hạt Bacău, România. Dân số thời điểm năm 2002 là 8038 người.